# Kulcsár Győző
Kulcsár Győző (Budapest, 1940. október 18. – Budapest, 2018. szeptember 19.) a Nemzet Sportolója címmel kitüntetett négyszeres olimpiai és háromszoros világbajnok magyar vívó, mesteredző, sportvezető. Kulcsár Krisztián világbajnok, olimpiai ezüstérmes párbajtőrvívó nagybátyja.

## Sportolói pályafutása
A második világháború során szüleivel Németországban, majd Svédországban élt. 1946-ban tértek haza. 15 évesen kezdett vívni egy iskolai tanfolyamon. 1957-től az Újpesti Dózsa versenyzője lett. A Miskolci Egyetemen töltött évei alatt a Miskolci EAFC-ban sportolt, ezt követően Budapestre került, és rövid ideig a Vasasba, majd az OSC-be igazolt.
Tőr- és párbajtőrvívásban egyaránt versenyzett, 1962-től 1979-ig szerepelt mindkét fegyvernem magyar válogatottjában, de kiemelkedő eredményeit párbajtőrvívásban érte el. Közel két évtizeden keresztül jelentős része volt az akkoriban a világ egyik legjobb csapatának tartott magyar párbajtőr-válogatott sikereiben. A magyar csapattal 1964-től három egymást követő alkalommal nyert olimpiai bajnoki címet, és 1968-ban az egyéni versenyt is megnyerte, így máig ő minden idők egyik legeredményesebb párbajtőrözője. A vívó-világbajnokságokon kilenc érmet – köztük három aranyérmet – nyert, valamennyit a magyar csapat tagjaként. A válogatottságtól az 1980. évi olimpia előtt vonult vissza, az aktív sportolást akkor fejezte be.

### Sporteredményei

#### Párbajtőrvívásban
- négyszeres olimpiai bajnok:
  - 1964, Tokió: csapat (Bárány Árpád, Gábor Tamás, Kausz István, Nemere Zoltán)
  - 1968, Mexikóváros:
    - egyéni
    - csapat (B. Nagy Pál, Fenyvesi Csaba, Nemere Zoltán, Schmitt Pál)

  - 1972, München: csapat (Erdős Sándor, Fenyvesi Csaba, Osztrics István, Schmitt Pál)
- kétszeres olimpiai 3. helyezett:
  - 1972, München: egyéni
  - 1976, Montréal: egyéni
- olimpiai 4. helyezett:
  - 1976, Montréal: csapat (Erdős Sándor, Fenyvesi Csaba, Osztrics István, Schmitt Pál)
- háromszoros világbajnok:
  - 1970, Ankara: csapat (Erdős Sándor, Fenyvesi Csaba, Nemere Zoltán, Schmitt Pál)
  - 1971, Bécs: csapat (Erdős Sándor, Fenyvesi Csaba, Nemere Zoltán, Schmitt Pál)
  - 1978, Hamburg: csapat (Fenyvesi Csaba, Kolczonay Ernő, Osztrics István, Pap Jenő)
- kétszeres világbajnoki 2. helyezett:
  - 1969, Havanna: csapat (B. Nagy Pál, Fenyvesi Csaba, Nemere Zoltán, Schmitt Pál)
  - 1973, Göteborg: csapat (Erdős Sándor, Fenyvesi Csaba, Osztrics István, Schmitt Pál)
- négyszeres világbajnoki 3. helyezett:
  - 1963, Gdańsk: csapat (Bárány Árpád, Gábor Tamás, Kausz István, Nemere Zoltán)
  - 1967, Montréal: csapat (B. Nagy Pál, Fenyvesi Csaba, Nemere Zoltán, Schmitt Pál)
  - 1974, Grenoble: csapat (Erdős Sándor, Kolczonay Ernő, Osztrics István, Schmitt Pál)
  - 1975, Budapest: csapat (Erdős Sándor, Fenyvesi Csaba, Osztrics István, Schmitt Pál)
- világbajnoki 5. helyezett:
  - 1966, Moszkva: csapat (B. Nagy Pál, Gábor Tamás, Nemere Zoltán, Schmitt Pál)
- Universiade-győztes:
  - 1965, Budapest: csapat (Lendvay László, Nemere Zoltán, Préda István, Schmitt Pál)
- Universiade 2. helyezett:
  - 1963, Porto Alegre: csapat (Kamuti Jenő, Lendvay László, Nemere Zoltán, Préda István)
- BEK-győztes: 1964, 1965, 1966
- nyolcszoros magyar bajnok:
  - egyéni: 1962
  - csapat: 1961–1964, 1966, 1969, 1971

#### Tőrvívásban
- Universiade 2. helyezett:
  - 1963, Porto Alegre: csapat (Gyuricza József, Kamuti Jenő, Kamuti László, Plagányi Attila)
- kétszeres magyar bajnok:
  - csapat: 1961, 1963

## Edzői és sportvezetői pályafutása
1968-ban a Budapesti Műszaki Egyetemen építőmérnöki, 1976-ban a Testnevelési Főiskolán vívó szakedzői, majd 1985-ben vívó mesteredzői oklevelet szerzett. A mérnöki diploma megszerzése után a Villamosenergia-ipari Kutató Intézet hőtechnikai főosztályán dolgozott. 1979–80-ban a Magyar Vívószövetség főtitkára, majd 1988-ig a magyar vívóválogatott szövetségi kapitánya volt.
1988-ban külföldre távozott, Olaszországban telepedett le, és Vercelliben az AC Pro Vercelli egyesület vívóedzője lett. Tanítványai közül Maurizio Randazzo olimpiai bajnoki címet, háromszor világbajnoki címet, Elisa Uga olimpiai ezüstérmet és Európa-bajnoki címet szerzett. 2001-ben hazatért, és a Budapesti Honvéd–LNX vezetőedzője, így többek között Nagy Tímea, Kulcsár Krisztián és Boczkó Gábor mestere lett. Irányította az öttusázó Balogh Gábor vívóedzéseit is. Később a Vasas edzője lett. Ő volt a mestere Szász Emese olimpiai bajnok párbajtőrvívónak, aki 2016-ban nyert olimpiát egyéni párbajtőrvívásban.
2005-től a Nemzet Sportolóinak delegáltjaként a Magyar Olimpiai Bizottság tagja, majd elnökségi tagja lett. 2009-ben újra elnökségi tagnak választották.
2005 decemberében a párbajtőr szakág szövetségi kapitányának nevezték ki. Posztján 2008-ban megerősítették. 2012 februárjában lemondott a párbajtőr szakág szövetségi kapitányi pozíciójáról, mivel a Magyar Vívószövetség nem jelölte őt MOB-tagnak.
2018. szeptember 19-én, majdnem 78 éves korában hunyt el. Október 1-jén a Farkasréti temetőben helyezték örök nyugalomra, temetésén beszédet mondott Szabó Tünde sportért felelős államtitkár, valamint egykori csapattársai és tanítványai közül Schmitt Pál és Nagy Tímea.

## Díjai, elismerései
- Az év magyar vívója (1968, 1971, 1974)
- Mesteredző (1985)
- MOB Olimpiai aranygyűrű (1995)
- A magyar sport halhatatlanja (2000)
- A Nemzet Sportolója (2004)
- MOB érdemérem (2004)
- Az év magyar edzője, második helyezett (2004)
- NOB-elnöki különdíj (2005)
- Az év magyar edzője, harmadik helyezett (2006, 2007)
- Az év magyar vívóedzője (2006)
- A Magyar Köztársasági Érdemrend középkeresztje (2010)[7]
- Az év magyar szövetségi kapitánya, harmadik helyezett (2010)
- Prima Primissima díj (2012)
- A Magyar Érdemrend középkeresztje a csillaggal (2016)
- Pro Urbe Budapest (2016)[8]
- A MSÚSZ és a MOB Életműdíja (2016)[9]

## Emlékezete
- Az olaszországi Vercelliben a tiszteletére emléktáblát avattak 2018 novemberében.[10][11]
- 2021 óta nevét viseli az 542246 Kulcsár kisbolygó.[12][13]